# Epibulus
Epibulus – rodzaj ryb z rodziny wargaczowatych (Labridae).

## Klasyfikacja
Gatunki zaliczane do tego rodzaju:
- Epibulus brevis
- Epibulus insidiator